# IC 3322A
IC 3322A је спирална галаксија у сазвјежђу Дјевица која се налази на листи објеката дубоког неба у Индекс каталогу.
Деклинација објекта је + 7° 13' 1" а ректасцензија 12h 25m 42,7s. Привидна величина (магнитуда) објекта IC 3322 износи 13,1 а фотографска магнитуда 13,8. IC 3322A је још познат и под ознакама UGC 7513, MCG 1-32-54, CGCG 42-95, IRAS 12231+0729, VCC 827, FGC 1432, PGC 40566.